# 雞籠灣墳場

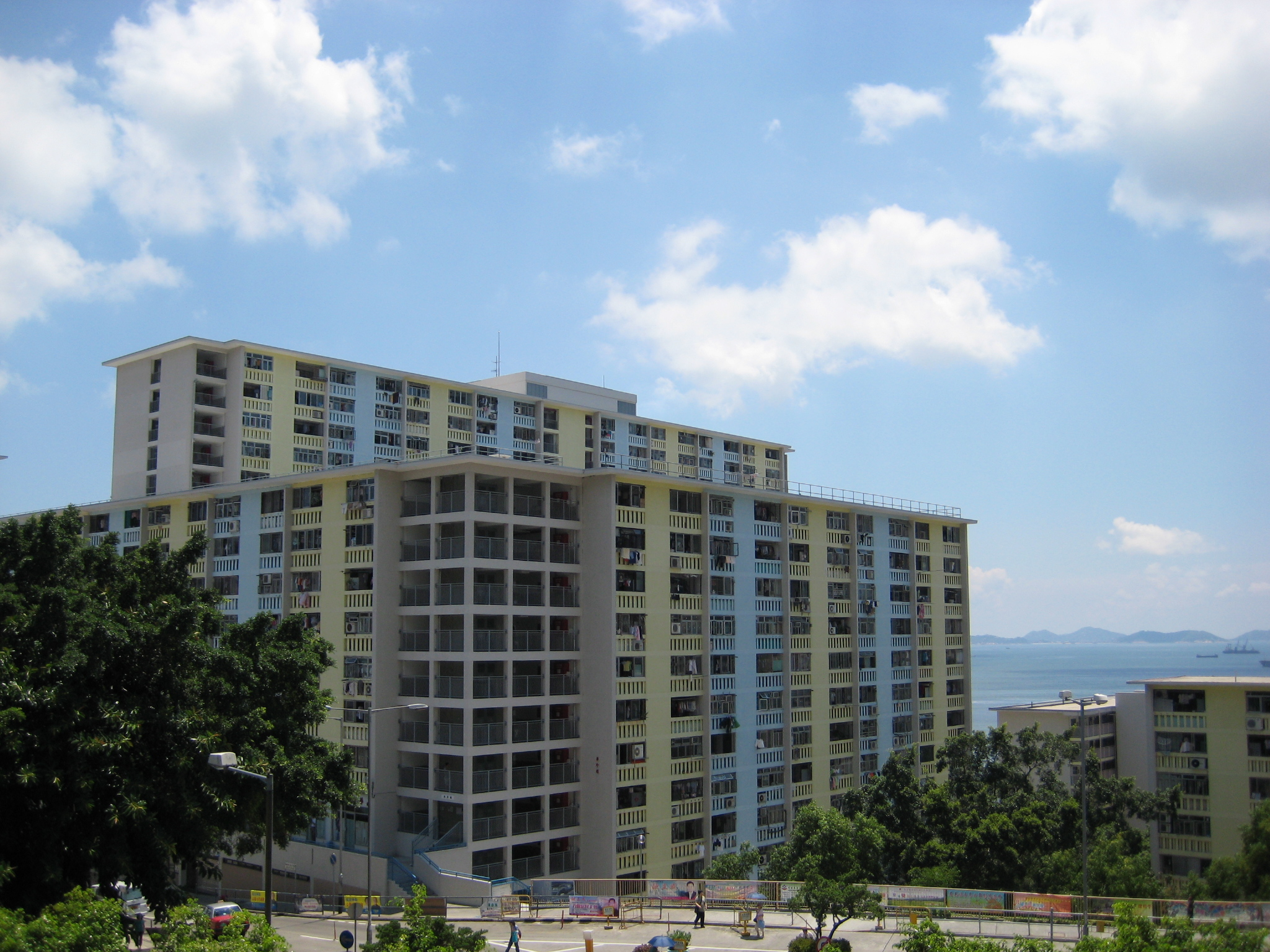
今日華富邨

雞籠灣墳場（因鄰近昔日的雞籠環村，亦稱雞籠環墳場）是香港一個開埠初期已經建立的華人公眾墳場，並於1959年正式停用及拆卸，發展成為公共屋邨及水務設施。確實位置為今天的香港島華富邨和雞籠環配水庫一帶，域多利道以南及石排灣道近華富邨段的兩旁。由於墳場的範圍廣，石排灣道以東段，憲報稱之為雞籠環東墳場（Kai Lung Wan East Cemetery）。

## 歷史
早於1874年前，雞籠環墳場已有殮葬紀錄，並處理甲戌風災中大量的遺體；直到1900年代，香港爆發鼠疫以致每天超過一百人喪生，港英政府在1901年把雞籠環東墳場闢作疫症墳場。1907年1月，政府批准雞籠環墳場擴建，伸延至域多利道及薄扶林道，佔地12英畝；同年，政府再批准雞籠環東墳場擴建多53.5英畝（約0.21平方公里）。1923年兩邊各設有潮州墳場段。今天在配水庫一帶山路，仍可見指示到潮州八邑段。
1934至1935年的立法局文件顯示，當局曾要求移除部分駭骨，據為了安排香港的防衛設施，於雞籠環近岸設置軍事陣地。
文獻記載墳場其中一部分由東華醫院管理，在1939年的一年內，東華醫院轄下的雞籠環墳場便有10679宗殮葬紀錄，由此可見墳場的範圍相當大；而雞籠環東墳場則有3900宗紀錄。
第二次世界大戰後，港英政府需要處理大量遺體，於新界開闢了一個大型墳場——和合石墳場， 並逐步把市區的墳地遷往該處。1959年雞籠環墳場正式停用，並連同潮州墳場以及東華醫院段移至和合石，其後原地發展華富邨及雞籠環配水庫，於1967年建成。附近山頭於1988年建成港燈的寶雲-華富電纜隧道。
由於此地的歷史，香港坊間經常傳出華富邨鬧鬼的都市傳說，而雞籠灣墳場甚至被人穿鑿附會成日軍亂葬崗。

## 東華義莊
東華醫院在內設有東華義莊以營葬病故而無力購棺買地的留院病人或清理舊墳而無人認領的骸骨，及建庚辰亭方便死者親友送喪。1874年香港遭受特大颱風（甲戌風災）侵襲，傷亡重大，多年後仍發現風災遇難者遺骸百餘具，東華醫院將骸骨合葬在雞籠環墳場內，稱為“遭風義塚”。直到雞籠環墳場停用，義塚被遷到粉嶺和合石墳場的東華段。

## 參閲
- 香港墳場列表
- 東華義莊
- 華富邨
- 雞籠灣